# Mølskov (Sydslesvig)
Mølskov (dansk) eller Möhlhorst (tysk) er et gods beliggende få kilometer nordvest for Egernførde ved foden af halvøen Svans i Sydslesvig. Gården ligger ved Østerbækken, som efter få kilometer munder ud i Slien. Nord for gården ligger skovområdet Dyrvad (Dürwade) og nordøst Dannevirkets Østervold, som i vikingetiden beskyttede halvøen Svans mod sydfra kommende tropper.
Navnet er afledt af en forhenværende vandmølle på samme sted. Møllegården hørte op til 1700-tallet under Himmelmark gods. I 1806 blev gården anerkendt som adelige gods. Mølskov hører nu i administrativ henseende til Flækkeby Kommune.